# Pavel Režný
Pavel Režný (* 1. února 1991 Přerov) je český muzikálový herec a zpěvák.

## Život
Pochází z hudební rodiny. Jeho otec Pavel Režný je muzikologem, pedagogem a sbormistrem v Olomouci. Od pěti let hrál na klavír, absolvoval Gymnázium Jana Blahoslava v Přerově. V roce 2014 vystudoval muzikálové herectví na Divadelní fakultě Janáčkovy akademie múzických umění v Brně. Ve školním divadle JAMU v Divadle na Orlí dostal několik různorodých hereckých příležitostí, například roli Rudolfa ve hře Bohéma 1914 – zima, jaro nebo Pavla ve hře Buchty a bohyně.

## Kariéra
Od 7. května 2014 je sólistou muzikálového souboru Divadla J. K. Tyla v Plzni, kde ztvárnil řadu rolí. Za roli Tonyho v muzikálu West Side Story byl nominován na Cenu Thálie 2017. V plzeňském divadle vytvořil hudební nastudování pohádky Co takhle svatba, princi? a podílel se na hudebním nastudování muzikálu Billy Elliot. Hostoval v Národním divadle Brno, Městském divadle Brno, Studiu DVA a v Kongresovém centru Praha. V Centru umění a pohybu Plzeň působil jako pedagog sólového zpěvu a hry na klavír. V roce 2019 se oženil s Charlotte Režnou (za svobodna Pščolkovou), hereckou kolegyní z Divadla J. K. Tyla v Plzni.
V roce 2020 získal Cenu Thálie 2020 v kategorii opereta, muzikál za roli Smrti v muzikálu Elisabeth v Divadle J. K. Tyla v Plzni.

### Divadlo J. K. Tyla v Plzni
- Senátor Kets Mets Randall – muzikál Divotvorný hrnec (2013)
- Jason Green, účetní a další – muzikál Producenti (2014)
- Esteban – muzikál Polibek pavoučí ženy (2014)
- Svět kabaret – kabaret Svět (2014)
- Jerry – muzikál Sugar aneb Někdo to rád horké (2014)
- Mungojerrie – muzikál Kočky (2014)
- Kornelius Hackel – muzikál Hello, Dolly! (2015)
- Melchior Gabor – Probuzení jara (2015)
- Limberský – Viktorka Plzeň! aneb jinak to nevidím (2015)
- Lord Evelyn Oakleigh – Děj se co děj (2015)
- Clyde Barrow – muzikál Bonnie & Clyde (2016)
- voják Nikolas – muzikál Kdyby 1000 klarinetů (2017)
- Tony – muzikál West Side Story (2017)
- company – Chyť mě, jestli na to máš (2017)
- Anthony Hope – Sweeney Todd – Ďábelský lazebník z Fleet Street (2018)
- Saša – Šumař na střeše (2018)
- Buddy (Keno) Walsh, striptér – Donaha! (2018)
- Neftali – Josef a jeho úžasný pestrobarevný plášť (2018)
- Sam Wheat – Duch (2018)
- Uli – Dobře placená procházka (2019)
- Smrt – Elisabeth (2019)
- company – Green Day's American Idiot (2020)
- company – My Fair Lady (2020)
- Joe – Sunset Boulevard (2021)
- Baxa – Kozí válka (2022)
- Ježíš Kristus – Jesus Christ Superstar (2023)
- David – Company (2024)

### Divadlo na Fidlovačce
- Jakub – Bratři (2021)

### Studio DVA
- Kytarista – muzikál Starci na chmelu (2019)

### Kongresové centrum v Praze
- Pavel, Dlouhej Jenda – muzikál Ať žijí duchové! (2016)

### Městské divadlo Brno
- Swing – muzikál Zorro (2013)